# Stazione di Oksu
La stazione di Oksu (옥수역 - 玉水驛, Oksu-yeok) è una stazione ferroviaria e metropolitana di interscambio del quartiere di Seongdong-gu di Seul servita dalla linea 3 della metropolitana, e dalla linea Jungang della Korail. Si trova vicino al Museo nazionale della Corea. L'area di Oksu-dong, nei pressi della stazione, è inoltre la più grande comunità di giapponesi in Corea del Sud.

## Storia
La stazione è stata aperta il 9 dicembre 1978 sulla linea Jungang e l'apertura della sezione della metropolitana è avvenuta nel 1985.

## Linee
Korail
■ Linea Jungang (Codice: K114)
 Seoul Metro
● Linea 3 (Codice: 335)

## Struttura
La stazione è costituita da due viadotti incrociantisi, collegati da passerelle per l'interscambio.

### Sezione Korail

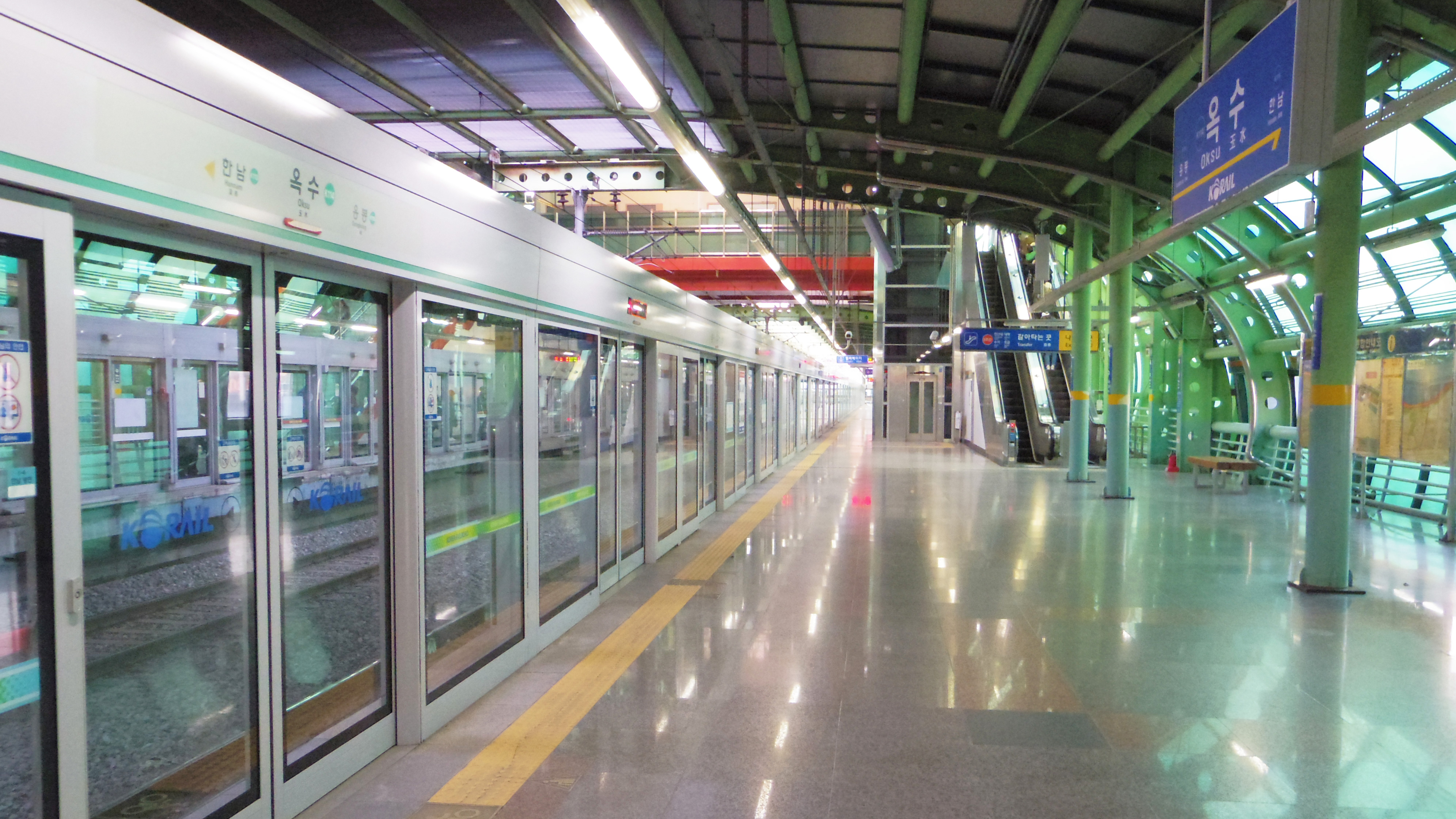
Binari della linea Jungang

La stazione è dotata di due piattaforme laterali con ringhiere di protezione aperte solo in corrispondenza delle porte dei treni, serventi 2 binari. Non sono presenti uscite presso la stazione Korail, ed è quindi necessario recarsi al mezzanino della linea 3.
| 1 | ■ Linea Jungang | per Ichon e Yongsan                                                       |
| 2 | ■ Linea Jungang | Direzione Wangsimni, Cheongnyangni, Deokso, Paldang, Yangpyeong e Yongmun |

### Sezione Metropolitana
La stazione della linea 3 è situata su viadotto in direzione nord-sud, subito a nord del fiume Han, ed è dotata di due piattaforme laterali con porte di banchina serventi 2 binari. Sono presenti in totale otto uscite.
| Dir. centro | ● Linea 3 | per Jongno 3-ga, Gupabal, Daegok e Daehwa        |
| Dir. sud    | ● Linea 3 | per Express Bus Terminal, Yangjae, Suseo e Ogeum |

## Stazioni adiacenti
| «             | Servizio      | »             |
| Linea Jungang | Linea Jungang | Linea Jungang |
| ------------- | ------------- | ------------- |
| Hannam        | Locale        | Eungbong      |
| Ichon         | Espresso      | Wangsimni     |
| Linea 3       |               |               |
| Geumho        | -             | Apgujeong     |